# Kismácséd
Kismácséd (szlovákul Malá Mača) község Szlovákiában, a Nagyszombati kerületben,
a Galántai járásban.

## Fekvése
A mátyusföldi község a Kisalföld északi részén, 121 m-es tengerszint feletti magasságban, Galántától 10 km-re északnyugatra fekszik.

## Története
A községről megjelent első írásos emlék 1326-ból származik, itt Machednak nevezik. A román stílusban épült templom a 13. században épült. Iskolájának legkorábbi említése 1840-ből származik.
A trianoni diktátumig Pozsony vármegye Galántai járásához tartozott, 1938 és 1944 között újra Magyarország birtoka, ekkor Nyitra és Pozsony k.e.e. vármegye része lett.
A 2. világháború után visszakerült Csehszlovákiához. 1947-ben a községből 53 magyar családot telepítettek Magyarországra és 60 szlovák családot a magyarországi Pitvarosból Kismácsédra.
1986-ban a községet a szomszédos Diószeghez csatolták. Ez az állapot 2002-ig tartott, a lakosság 2000-ben népszavazáson nyilvánította ki elszakadási szándékát.

## Népessége
| Év:            | 1994. | 2004. | 2014.   | 2024.   |
| -------------- | ----- | ----- | ------- | ------- |
| Emberek száma: | 0     | 600   | 598     | 607     |
| Eltérés:       |       | –     | -0,33 % | +1,50 % |

| Év:            | 2023. | 2024.   |
| -------------- | ----- | ------- |
| Emberek száma: | 606   | 607     |
| Eltérés:       |       | +0,16 % |

1930-ban a lakossága 98,5%-ban magyar volt.
2011-ben 584 lakosából 284 magyar és 279 szlovák volt.
2021-ben 582 lakosából 242 (+10) magyar, 325 (+23) szlovák, 6 egyéb és 9 ismeretlen nemzetiségű volt.

## Nevezetességei

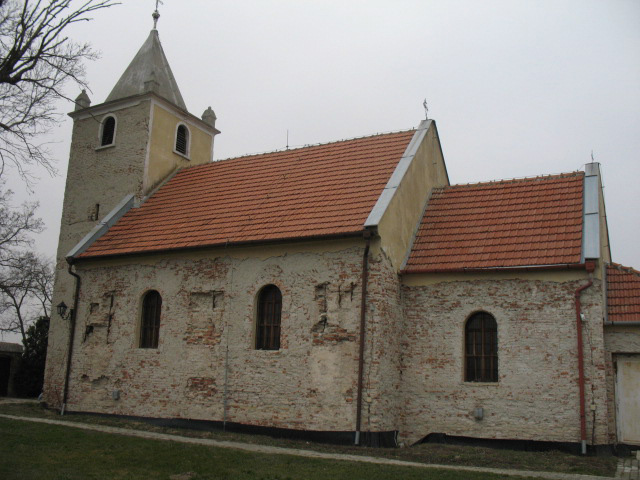
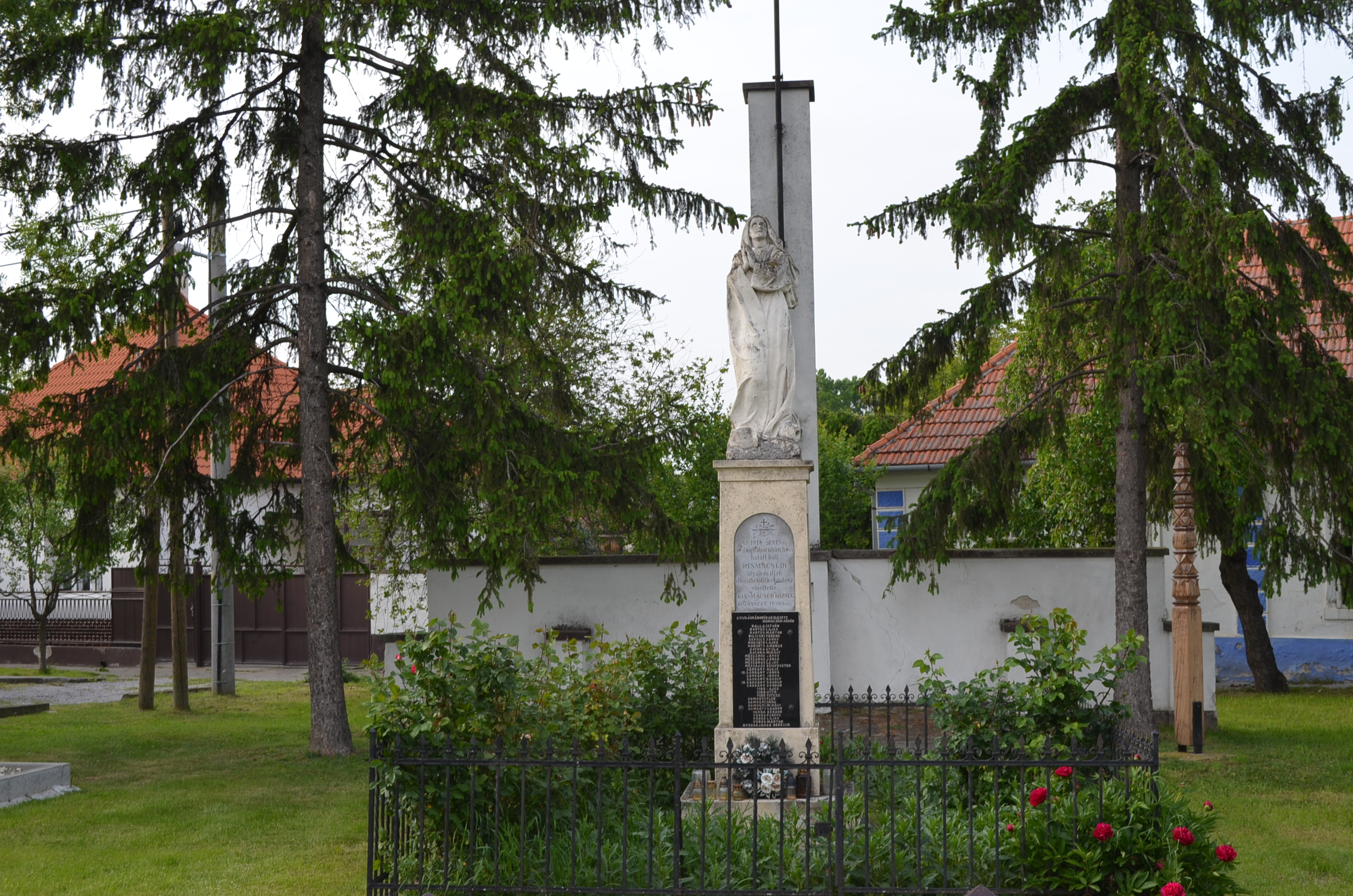
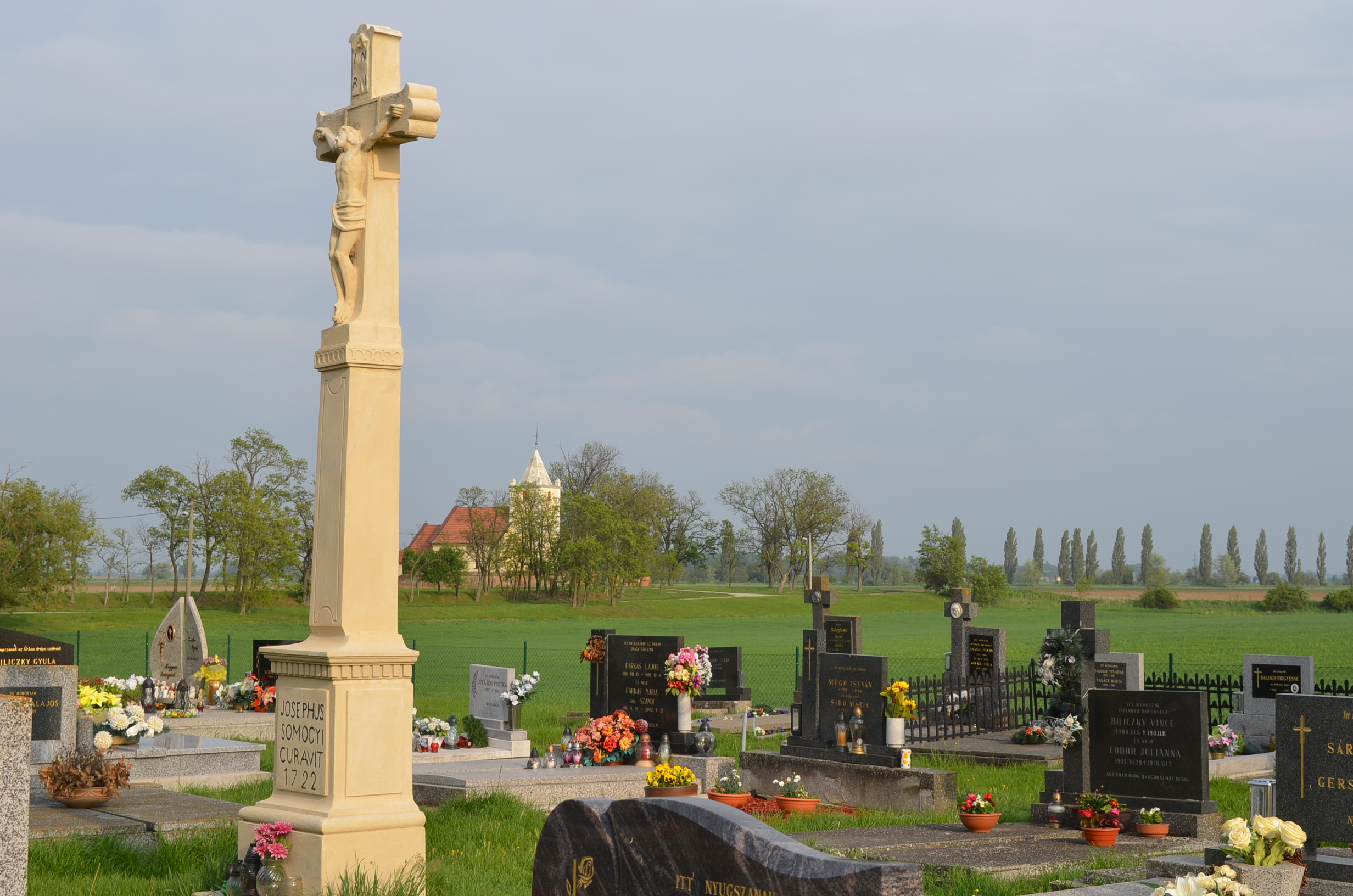
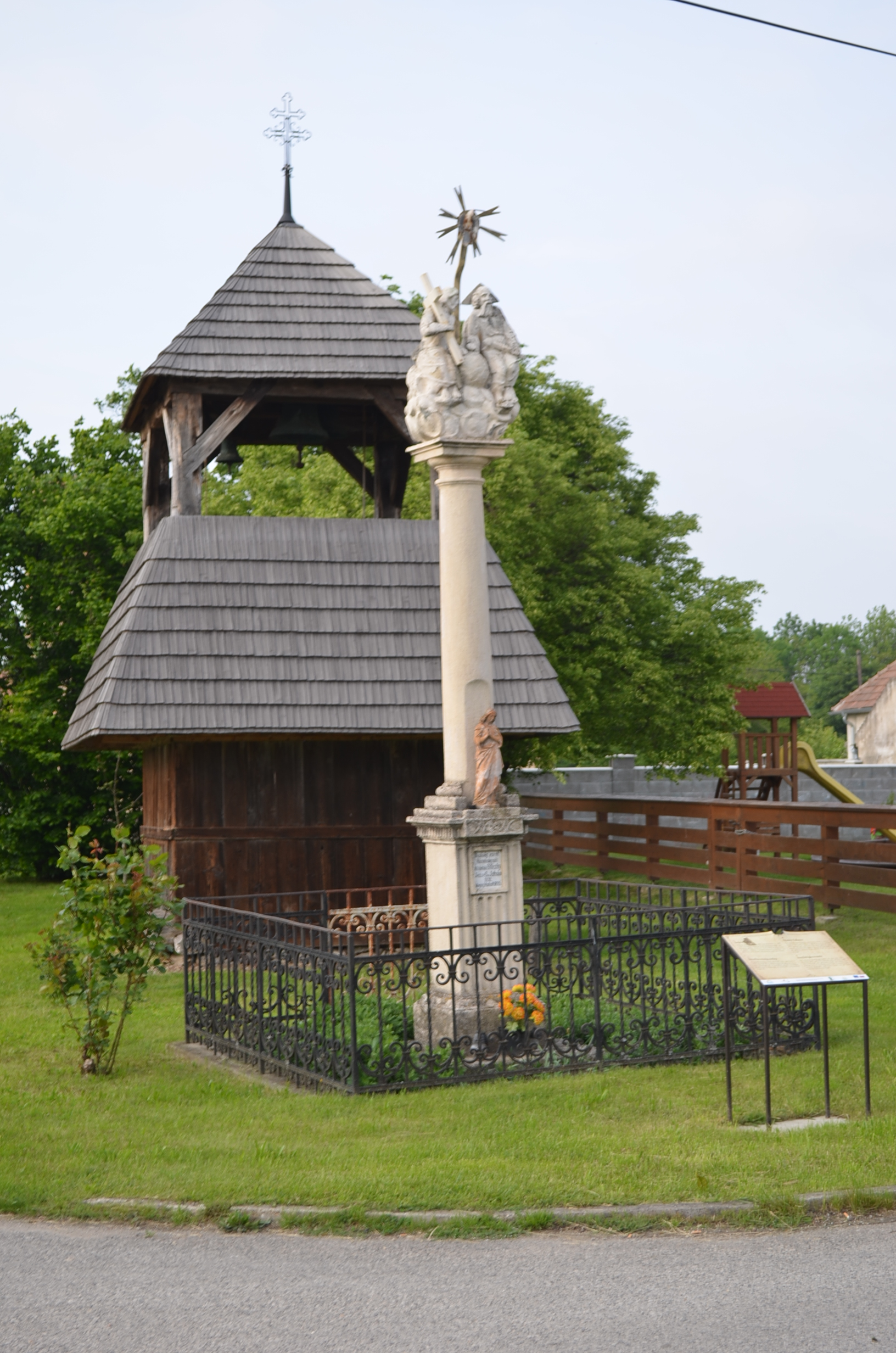
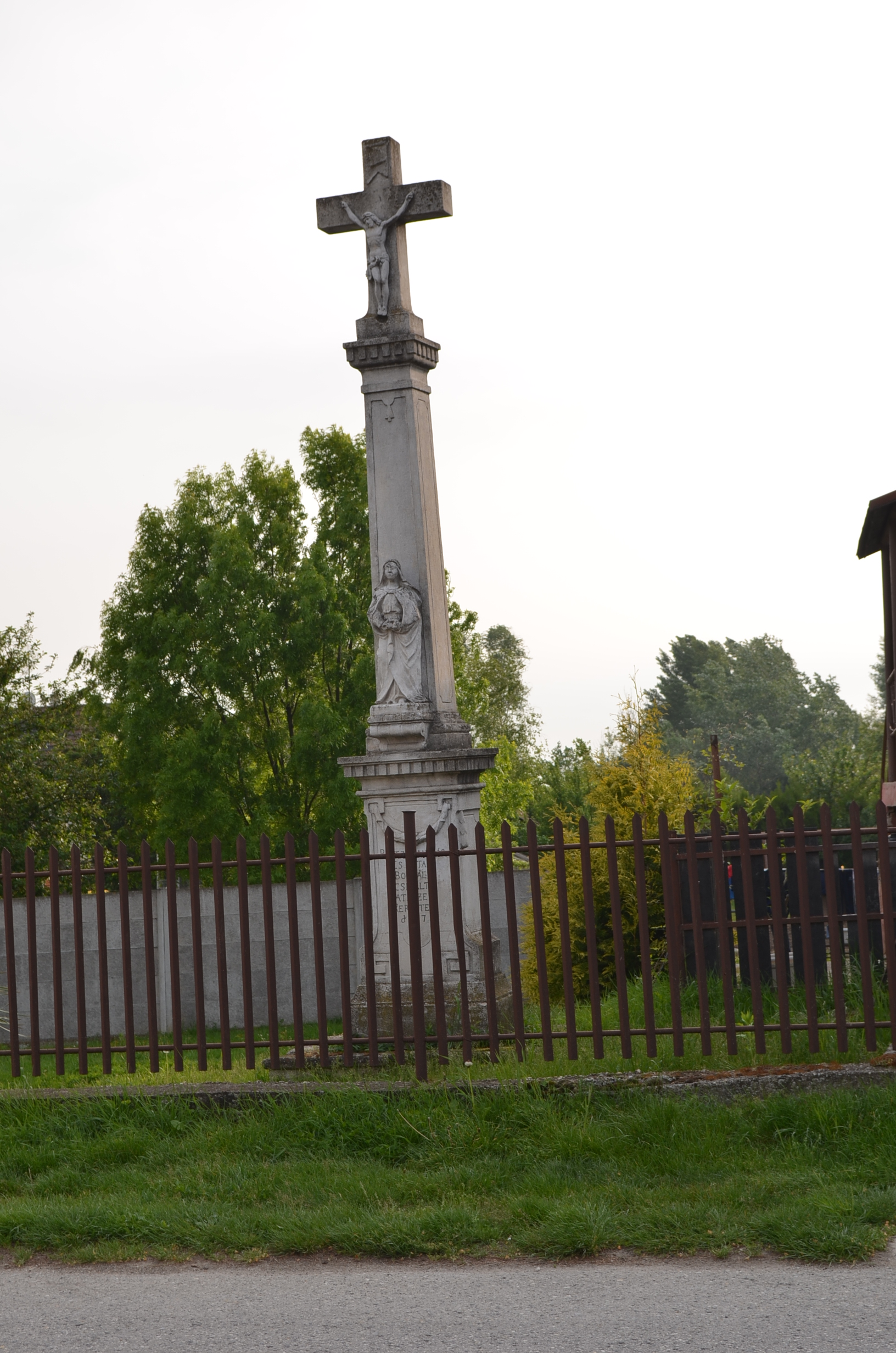

- Római katolikus temploma a 13. században épült román stílusban, Antióchiai Szent Margit tiszteletére szentelték. A falu lakott területétől egy kilométernyi távolságban fekszik, megalapozott feltételezések szerint a középkori falu egykori területén. A védett műemlék épület legújabbkori felújítása 2006-ban kezdődött. Vakolatának eltávolításakor befalazott ablakokra bukkantak.[4]

## Neves személyek
- Itt született 1919. április 16-án Somogyi Ferenc tanár, a kismácsédi tájszavak gyűjtője.

## Kultúra
- Gyékényes női tánccsoport.

## Külső hivatkozások
- Hivatalos oldal
- Súr vezér egykori földjén[halott link]